# Premio ASIST al Mérito Académico
El Premio ASIST al Mérito Académico es un galardón entregado por la American Society of Information Science and Technology (ASIS&T) a un investigador en el campo de la Información y Documentación científica. Es considerado como el premio más prestigioso en estos campos.
Fue entregado por primera vez en 1964 a Hans Peter Luhn, y tiene una periodicidad anual. Se entrega junto con otros premios, entre ellos, el Premio ASIST al mejor libro publicado en Ciencias de la Información, y otro a la investigación más significativa en estos campos del saber. Aunque el premio puede ser otorgado a cualquier investigador sin importar su nacionalidad, lo cierto es que la mayoría de los premiados son anglosajones.
En 1984 fue la única ocasión en que el premio fue concedido ex aequo: los galardonados fueron los estadounidenses Joseph Becker y Martha Williams.

## Áreas de investigación
Según ASIS&T, los premios son otorgados a una persona que haya hecho una contribución significativa al campo de la ciencia de la información, incluyendo la expresión de nuevas ideas, la creación de nuevos servicios, el desarrollo de mejores técnicas o servicio excepcional a la profesión. Las áreas de investigación son:
- Teoría e Historia sobre el documento, Información, Documentación, Biblioteconomía, Archivística, Bibliografía, Museología.
- Organización, diseño y evaluación de bibliotecas, centros de documentación y servicios de información.
- Lingüística documental: análisis, indización, clasificación, resúmenes, lenguajes documentales, tesauros.
- Organización del conocimiento: Ontologías, taxonomías, sistemas de clasificación
- Recuperación de información: modelo booleano, vectorial, modelo probabilístico, cognitivo
- Informática aplicada: Bases de datos, repositorios de información, catálogos automatizados, indización automática, indización semántica latente
- Servicios digitales: Documentos digital, bibliotecas digitales, metadatos, minería de datos,
- Internet: browsing (navegación), posicionamiento web, arquitectura de la información, género web, web semántica, folcsonomía, web mining
- Interactividad usuarios: webs amigables, interfaces, realimentación por relevancia.
- Técnicas métricas de información: Bibliometría, Informetría, Cienciometría, Cibermetría, Webmetría, índice h
- Área empresarial: empresas documentales, gestión del conocimiento, mercado de la información.
- Profesión, asociacionismo y comunicación: bibliotecarios, documentalistas, bibliómetras, gestores de información, científicos de la información, editores de publicaciones científicas.
- Legislación: Derecho a la información, derecho documental, protección de datos, propiedad intelectual

## Premiados
| Año  | País                                  | Nombres                       | Motivo |
| ---- | ------------------------------------- | ----------------------------- | --- |
| 1964 | Bandera de Alemania                   | Hans Peter Luhn               | Por emplear métodos estadísticos en la indización; creación de los índices KWIC en tesauros.                                           |
| 1965 | Bandera de Estados Unidos             | Charles Bourne                | Evaluación y automatización de bibliotecas y lenguajes de indización.                                                                  |
| 1966 | Bandera de Estados Unidos             | Mortimer Taube                | Crear el concepto de unitérmino y su sistema de indización Uniterm.                                                                    |
| 1967 | Bandera del Reino Unido               | Robert Fairthorne             | Formulación básica en Documentación, Bibliometría, Informática, Recuperación de Información.                                           |
| 1968 | Bandera de Estados Unidos             | Carlos Cuadra                 | Pionero en bases de datos on line; primer editor de la revista Annual Review of Information Science and Technology .                   |
| 1969 |                                       | Desierto                      | |
| 1970 | Bandera del Reino Unido               | Cyril Cleverdon               | Diseñó la metodología para evaluar sistemas de recuperación de información.                                                            |
| 1971 | Bandera de Estados Unidos             | Jerrold Orne                  | Experto en biblioteconomía; edificios y espacios bibliotecarios                                                                        |
| 1972 | Bandera de Estados Unidos             | Phyllis Richmond              | Por sus teorías sobre clasificación.                                                                                                   |
| 1973 | Bandera de Estados Unidos             | Jesse Shera                   | Por sus teorías sobre biblioteconomía; pionero en automatización de bibliotecas.                                                       |
| 1974 | /                                     | Manfred Kochen                | Redes sociales de la información y conocimiento.                                                                                       |
| 1975 | Bandera de Estados Unidos             | Eugene Garfield               | Formulación de la indización por citas. Creación del Instituto para la Información Científica.                                         |
| 1976 | Bandera de Estados Unidos             | Laurence Heilprin             | Principios de la ciencia de la información.                                                                                            |
| 1977 | Bandera de Estados Unidos             | Allen Kent                    | Sistemas de recuperación de información.                                                                                               |
| 1978 | Bandera de Estados Unidos             | Calvin Mooers                 | Formulación de terminología en Recuperación de Información; creador del sistema Zatacoding.                                            |
| 1979 | Bandera de Estados Unidos             | Frederick Kilgour             | Creador del servicio de biblioteca en línea Online Computer Library Center.                                                            |
| 1980 | Bandera de Estados Unidos             | Claire Schultz                | Implementaciones en el modelo booleano de recuperación de información; estudio de la información biosanitaria.                         |
| 1981 | Bandera de Estados Unidos             | Herbert White                 | Estudios sobre bibliotecas especializadas.                                                                                             |
| 1982 | Bandera de Estados Unidos             | Andrew Aines                  | Desarrollo del sistema de información americano; comunicación científica y técnica.                                                    |
| 1983 | Bandera de Estados Unidos             | Dale Baker                    | Estudio de la información química y su industria.                                                                                      |
| 1984 | Bandera de Estados Unidos             | Joseph Becker Martha Williams | Gestión de grandes volúmenes de información, creación de red de información. Bases de datos en línea.                                  |
| 1985 | Bandera de Estados Unidos             | Robert Chartrand              | Estudios en políticas de información.                                                                                                  |
| 1986 | Bandera de Estados Unidos             | Bernard Fry                   | Análisis y tratamiento de la literatura gris.                                                                                          |
| 1987 | Bandera de Estados Unidos             | Donald King                   | Estadística bibliotecaria; estudios sobre el uso y coste de publicaciones periódicas                                                   |
| 1988 | Bandera del Reino Unido               | Frederick Lancaster           | Investigaciones en el control del vocabulario, indización y evaluación de bibliotecas.                                                 |
| 1989 | /                                     | Gerard Salton                 | Creador del modelo de espacio vectorial de recuperación de información.                                                                |
| 1990 | Bandera de Estados Unidos             | Pauline Atherton Cochrane     | Por sus investigaciones en lenguaje natural Vs lenguaje controlado.                                                                    |
| 1991 | Bandera de Estados Unidos             | Roger Summit                  | Creador de Dialog. |
| 1992 | Bandera de Estados Unidos             | Robert Taylor                 | Formulación teórica de la ciencia de la información.                                                                                   |
| 1993 | Bandera de Estados Unidos             | Robert Hayes                  | Formulación teórica de la Información; estudios en economía de la información.                                                         |
| 1994 | Bandera de Estados Unidos             | Harold Borko                  | Formulación teórica de la Información.                                                                                                 |
| 1995 | Bandera de Croacia                    | Tefko Saracevic               | Aportaciones en el modelo cognitivo de recuperación de información; interacción usuario-sistema documental.                            |
| 1996 | Bandera de Canadá                     | Jean Tague-Sutcliffe          | Formulación y estudio de la informetría.                                                                                               |
| 1997 | Bandera de Alemania                   | Dagobert Soergel              | Implementaciones matemáticas en tesauros; estudio de la información biomédica.                                                         |
| 1998 | Bandera de Estados Unidos             | Henry Small                   | Creador los mapas o atlas de la ciencia en bibliometría.                                                                               |
| 1999 | Bandera del Reino Unido               | José María Griffiths          | Experta en cruzar información de bases de datos dispares.                                                                              |
| 2000 | Bandera de Estados Unidos             | Don Swanson                   | Diseñó la técnica de minería de datos Descubrimiento basado en literatura científica; investigación en catálogos.                      |
| 2001 | Bandera de Estados Unidos             | Patrick Wilson                | Psicología de los usuarios en sistemas documentales; estudio de la relevancia.                                                         |
| 2002 | Bandera del Reino Unido               | Karen Spärck Jones            | Creadora del modelo probabilístico de recuperación de información; bases de la indización ponderada.                                   |
| 2003 | Bandera de Estados Unidos             | Nicholas Belkin               | Aportaciones en el modelo cognitivo de recuperación de información; interacción usuario-ordenador, interfaces y bibliotecas digitales. |
| 2004 | Bandera de Estados Unidos             | Howard White                  | Creador del sistema Authomap para conocer bibliométricamente la influencia de un científico en su área.                                |
| 2005 | Bandera de Estados Unidos             | Marcia Bates                  | Investigaciones y formulación en búsqueda y recuperación de información en Internet.                                                   |
| 2006 | Bandera de Irlanda                    | Blaise Cronin                 | Formulación en information management.                                                                                                 |
| 2007 | Bandera de Estados Unidos             | Donald Kraft                  | Desarrollo se la lógica difusa en recuperación de información; algoritmos genéticos.                                                   |
| 2008 | Bandera de Estados Unidos             | Clifford Lynch                | Diseño de repositorios institucionales de información; información digital.                                                            |
| 2009 | Bandera de Estados Unidos             | Carol Tenopir                 | Diseño de metodologías para el estudio de la comunicación científica.                                                                  |
| 2010 | Bandera de Estados Unidos             | Linda Smith                   | Estudios sobre referencia bibliográfica.                                                                                               |
| 2011 | Bandera de Estados Unidos             | Gary Marchionini              | Estudios en el modelo cognitivo de recuperación de información; diseño de interfaces                                                   |
| 2012 | Bandera del Reino Unido               | Michael Buckland              | Patrimonio cultural e historia de la Información                                                                                       |
| 2013 | Bandera de Estados Unidos             | Carol Kuhlthau                | Diseño del modelo de resolución de problemas de información The information search porject (ISP)                                       |
| 2014 | Bandera de Estados Unidos             | Marjorie Hlava                | Ingeniería documental |
| 2015 | Bandera de Estados Unidos             | Michael Koenig                | Información y productividad; gestión del conocimiento empresarial; Informetría                                                         |
| 2016 | Bandera de Dinamarca                  | Peter Ingwersen               | Formulación y diseño de la webmetría; Teoría cognitiva de la RI                                                                        |
| 2017 | Bandera del Reino Unido               | Thomas Daniel Wilson          | Comportamiento humano en recuperación de información                                                                                   |
| 2018 | Bandera de Estados Unidos             | Toni Carbo                    | Ética y políticas de información y documentación                                                                                       |
| 2019 | Bandera de Estados Unidos             | Christine Borgman             | Macrodatos y bibliometría; Comunicación y educación digital                                                                            |
| 2020 | Bandera de Estados Unidos             | Diane Sonnenwald              | Comportamiento informacional: Teoría del horizonte de información del individuo                                                        |
| 2021 | Bandera de Estados Unidos             | Steve Sawyer                  | Social Informatics |
| 2022 | Bandera de Australia                  | Harry Bruce                   | Comportamiento informacional, tanto personal como profesional, en espacios abiertos                                                    |
| 2023 | Bandera de Irlanda                    | Andrew Dillon                 | Por sus investigaciones en lectura en documentos analógicos vs digitales.                                                              |
| 2024 | Bandera de la República Popular China | Marcia Zeng                   | Ontologías, taxonomías, metadatos y tesauros; web semántica.                                                                           |
| 2025 | Bandera de Canadá                     | Heidi Julien                  | Comportamiento y alfabetización informacional                                                                                          |